# 534 Nassovia
534 Nassovia este un asteroid din centura principală, descoperit pe 19 aprilie 1904, de Raymond Dugan.